# Västernorrlandsgruppen (gamla)
Västernorrlandsgruppen (G 23) var en svensk militärdistriktsgrupp inom Hemvärnet som verkade åren 2000–2004. Förbandsledningen var förlagd i Sollefteå garnison i Sollefteå.

## Historia
Inför försvarsbeslutet 2000 föreslog regeringen i sin propositionen för riksdagen, att den taktiska nivån bör reduceras genom att fördelnings- och försvarsområdesstaber samt marinkommandon och flygkommandon skulle avvecklas. Detta för att utforma ett armétaktiskt, marintaktiskt respektive flygtaktiskt kommando vilka skulle samlokaliseras med operationsledningen. Förslaget innebar att samtliga försvarsområdesstaber skulle avvecklas.
Som ett led i försvarsbeslutet 2000 avvecklades försvars- och militärområdena den 30 juni 2000 och från och med den 1 juli 2000 organiserades i dess ställe militärdistrikt. Därmed avvecklades bland annat Västernorrlands och Jämtlands försvarsområde (Fo 23). De nya militärdistrikten motsvarade geografiskt sett de gamla militärområdena. Den stora skillnaden var att militärdistrikten var den lägsta nivån där chefen var territoriellt ansvarig. Inom militärdistrikten organiserades militärdistriktsgrupper, i regel en för varje län. I Västernorrlands län organiserades den 1 juli 2000 två militärdistriktsgrupper, Härnösandsgruppen i Härnösand, och Västernorrlandsgruppen i Sollefteå, vilka underställdes Norra militärdistriktet (MD N).
Inför försvarsbeslutet 2004 föreslog regeringen för riksdagen, efter förslag från Försvarsmakten, att reducera antalet militärdistriktsgrupper. Då det enligt Försvarsmakten skulle organiseras färre hemvärnsförband, men bättre utbildade och uppfyllda förband. Försvarsbeslutet innebar bland annat att Västernorrlandsgruppen i Sollefteå skulle avvecklas den 30 juni 2005, och dess verksamhet skulle uppgå den 1 juli 2005 i Härnösandsgruppen.
Den 31 december 2004 avvecklades Västernorrlandsgruppen, och från den 1 januari 2005 övergick verksamheten i Sollefteå till en avvecklingsorganisation, som hade i uppgift att avveckla verksamheten till senast den 30 juni 2006. Den 2 juni 2005 hölls en nedläggningsceremoni i Sollefteå, där örlogsflaggan halades för sista gången och avslutade en epok i Sollefteå. Chefen vid Västernorrlandsgruppen,  Martin Bodin, kommenterade avvecklingen med orden "Det känns vemodigt, men vi kan vara stolta över det vi gjort". Officiellt avvecklades och upplöstes Västernorrlandsgruppen den 30 juni 2005. Dagen efter nedläggningsceremonin hölls i Sollefteå, den 3 juni 2005, hölls en invigningsceremoni i Härnösand, genom den verksamhet som överfördes till Härnösand, samt att Härnösandsgruppen även antog namnet Västernorrlandsgruppen.

## Verksamhet
Chefen Västernorrlandsgruppen var direkt underställd chefen Norra militärdistriktet både vad gällde produktionsledning av hemvärnsförbanden samt insatsledning i Västernorrlands län. Västernorrlandsgruppens uppgifter var att utbilda, organisera och administrera hemvärnsförbanden i Västernorrlands län (ej längs kusten). Gruppen skulle vidare stödja frivilliga försvarsorganisationer samt vara beredd att leda insatser till stöd för samhället i övrigt. Förbandsledningen i Sollefteå bestod av 17 anställda, 14 officerare och 3 civilanställda, vilka ansvarade för 2.700 personer som ingick hemvärnsbataljonerna samt tillhörande avtalspersonal och övrig frivilligverksamhet. Inför att gruppen skulle avvecklas administrerade den tre bataljoner, Örnsköldsviks hemvärnsbataljon, Sundsvall hemvärnsbataljon, Sollefteå hemvärnsbataljon. I samband med att gruppen avvecklades den 31 december 2004, överfördes verksamheten och ledning successivt från den 1 januari 2005 till Härnösand för att vara slutförd till 1 juni 2005.

## Förläggningar och övningsplatser
Förbandsledningen för Västernorrlandsgruppen var lokaliserad till delar av det kasernetablissementet som hade uppförts 1911 till Västernorrlands regemente i Hågesta i Sollefteå. Gruppen höll sina större övningar på Tjärnmyrans övnings- och skjutfält.

## Heraldik och traditioner
Västernorrlandsgruppen var sedan den 1 juli 2000 arvtagare och traditionsbärare till Västernorrlands regemente (I 21) och Ångermanlandsbrigaden (NB 21). I samband invigningsceremonin i Härnösand den 3 juni 2005, gjordes en fanöverlämning till chefen vid Härnösandsgruppen, som även övertog traditionerna från Sollefteå. Sedan den 1 juli 2012 av Medelpadsbataljonen och Ångermanlandsbataljonen.

## Förbandschefer
- 2000–2002: Överstelöjtnant Peter Johansson
- 2002–2003: Major Lars Berg [c]
- 2003–2005: Överstelöjtnant Martin Bodin [d]

## Namn, beteckning och förläggning
| Västernorrlandsgruppen  | 2000-07-01 | – | 2004-12-31 |
| Avvecklingsorganisation | 2005-01-01 | – | 2005-06-30 |

| G 23 | 2000-07-01 | – | 2005-06-30 |

| Sollefteå garnison (F) | 2000-07-01 | – | 2005-06-30 |